# Eurytoma poloni
Eurytoma poloni is een vliesvleugelig insect uit de familie Eurytomidae. De wetenschappelijke naam is voor het eerst geldig gepubliceerd in 1920 door Girault.